# نطرون

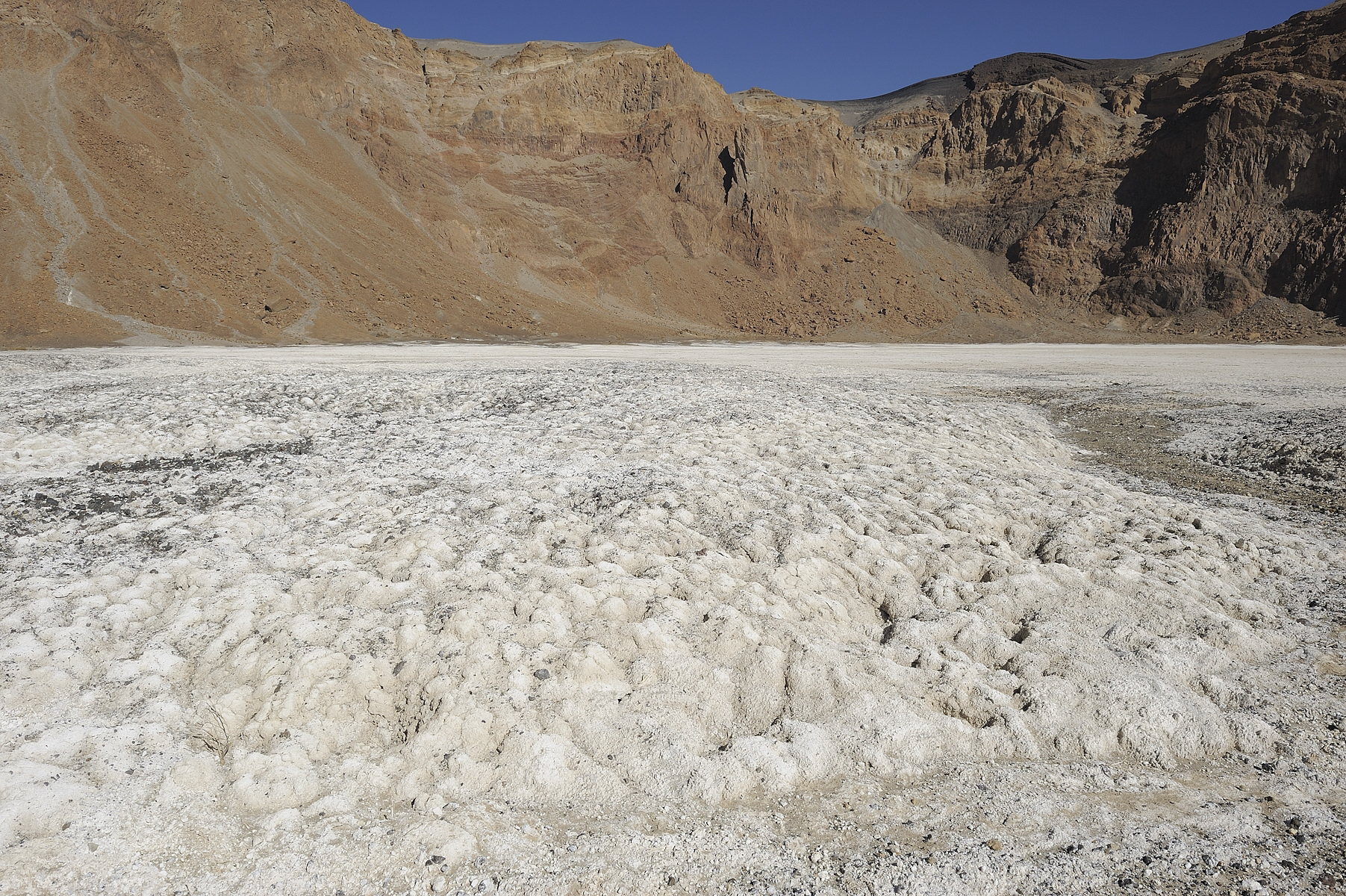
ترسبات النطرون في جبال تيبستي في تشاد. وقد وصف ابن مماتي أنها كانت تصدّر عبر مصر.

النطرون هو معدن طبيعي يتكون من مزيج من ملح كربونات الصوديوم عشاري الهيدرات (Na2CO3·10H2O) بشكل رئيسي مع بيكربونات الصوديوم (NaHCO3)، بالإضافة إلى كميات صغيرة من كلوريد الصوديوم وكبريتات الصوديوم.
في المفهوم الحديث لعلم المعادن فإن كلمة نطرون تشير فقط إلى كربونات الصوديوم عشاري الهيدرات.

## أصل التسمية
أتت كلمة نطرون natron إلى اللغة الإنجليزية من اللغة الفرنسية، وذلك من الكلمة الإسبانية القريبة natrón، والتي أتت بدورها من الإغريقية νίτρον نطرون التي هي مشتقة من المصرية القديمة netjeri. تشير كلمة نطرون في هذا السياق إلى وادي النطرون في مصر، والذي توجد فيه ترسبات ملحية من النطرون.
تاريخياً كان هناك خلط بين ملح النتر والنطرون، ولكن جرى في العصر الحديث التمييز بينهما. يشتق الاسم اللاتيني لعنصر الصوديوم natrium من النطرون، ولذلك فإن الرمز الكيميائي للصوديوم Na.

## الخصائص
النطرون عبارة عن مادة صلبة بيضاء إلى عديمة اللون عندما تكون نقية، والتي تصبح رمادية اللون إلى صفراء عند وجود الشوائب. توجد ترسبات النطرون أحياناً في أحواض البحيرات المالحة التي تنتشر في المناطق الجافة القاحلة.

## اقرأ أيضاً
- ملح النتر